# Miravalles (Villaviciosa)
Miravalles es una parroquia española del concejo de Villaviciosa, en Asturias. Cuenta con una población de 130 habitantes (INE, 2024).
Está situada a cinco kilómetros de la capital del concejo, Villaviciosa. Limita al norte con la parroquia de Tornón, al sur con las de La Magdalena y El Busto, al oeste con las de Carda y Fuentes, y al este con la de Priesca.

## Localidades
La parroquia está formada por las siguientes poblaciones:
- Agüelle, barrio
- La Barrosa, casería
- Camatierra, casería
- Los Campos, casería
- Casamayor, casería
- Cueli, lugar
- Las Felgueras (Les Felgueres), aldea
- Gancedo (Gancéu), aldea
- La Hera (La Era), casería
- Lugarón (El Llugarón), lugar
- Llosa Nueva (La Llosanueva), casería
- La Miyar, lugar
- Moriyón, lugar
- San Blas (San Bras), casería
- San Martín (Samartín), casería
- Sebrayo (Sebrayu), aldea
- La Sota, lugar

## Demografía
| Gráfica de evolución demográfica de Miravalles entre 2000 y 2024   |
|                                                                    |
| Población de derecho (2000-2024) según el padrón municipal del INE |

## Patrimonio
- Iglesia de San Esteban.[3]